# Matera (provincie)
Matera is een provincie van Italië, gelegen in de Zuid-Italiaanse regio Basilicata. Ze grenst in het westen aan de Calabrese provincie Cosenza, in het noorden aan Potenza en in het oosten aan de Apulische provincies Tarente en Bari.
Het binnenland van de provincie is heuvelachtig en spaarzaam begroeid. Rivieren als de Basento en de Sini hebben brede dalen uitgesleten. De meeste dorpen liggen echter niet op de dalbodem maar op de heuveltoppen. Het landschap heeft veel te lijden onder erosie, vooral in de buurt van Aliano. De kust van Matera is nog ongeschonden en telt slechts een aantal kleinschalige lido's.

## Bezienswaardigheden
De hoofdstad Matera is gebouwd tegen een helling boven een diepe kloof (Gravina di Matera). Veel van de woningen zijn deels in de rotsen uitgehouwen als grotwoningen.
Inmiddels staat de stad op de lijst van werelderfgoederen van UNESCO. Door het bijzondere uiterlijk van Matera wordt ze vaak uitgekozen door filmregisseurs als decor. Zo is de film "The Passion of the Christ", met Mel Gibson, hier deels opgenomen. De directe omgeving van de stad is erg kaal en maakt deel uit van de Murge, een kalkplateau dat voor het grootste deel in de buurregio Apulië ligt. Op een heuveltop boven het Valle Basento ligt Pisticci. Vanuit de plaats heeft men uitzicht over de omgeving. De witte huisjes met hun rode daken zijn typisch voor deze streek.
Craco is een spookdorp dat eveneens op een heuveltop gebouwd is. Het is in 1963 verlaten toen het door de zoveelste landverschuiving getroffen werd. Voor de inwoners is een nieuw dorp gebouwd, dit ligt enkele kilometers verderop in het dal. Metaponto was in de oudheid een Griekse kolonie. De Tavole Palatine dateren uit die periode; dit zijn vijftien rechtopstaande Dorische zuilen die ooit deel uitmaakten van een tempel.

## Belangrijke plaatsen
- Matera (57.075 inw.)
- Policoro (15.096 inw.)
- Pisticci (17.820 inw.)

## Foto's

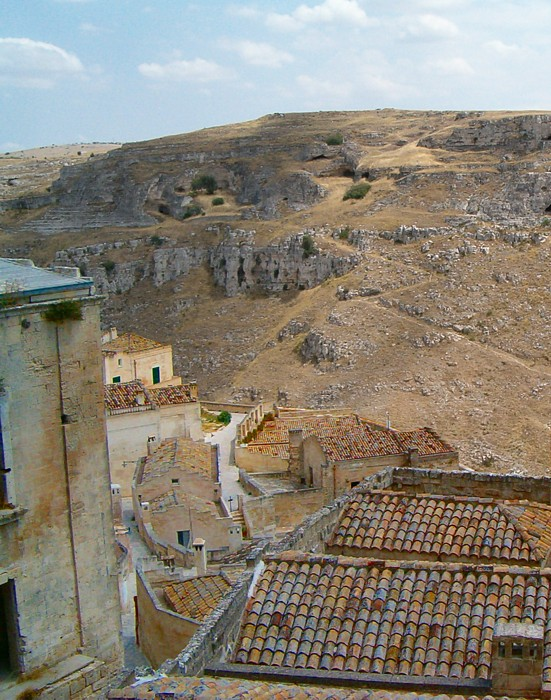
Matera
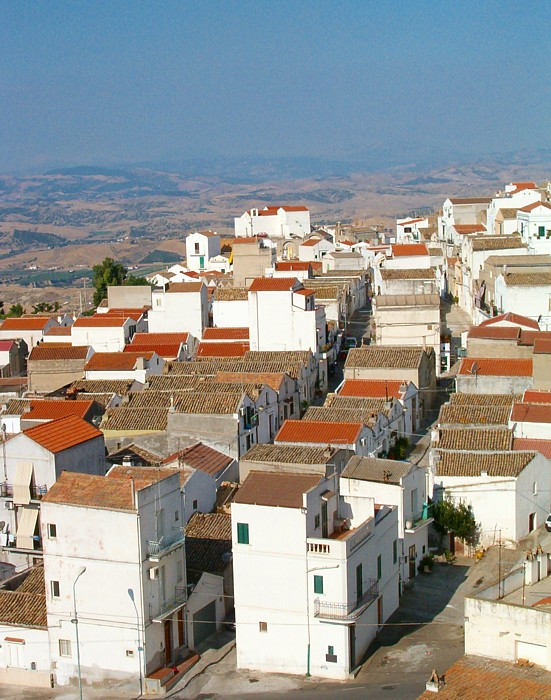
Pisticci
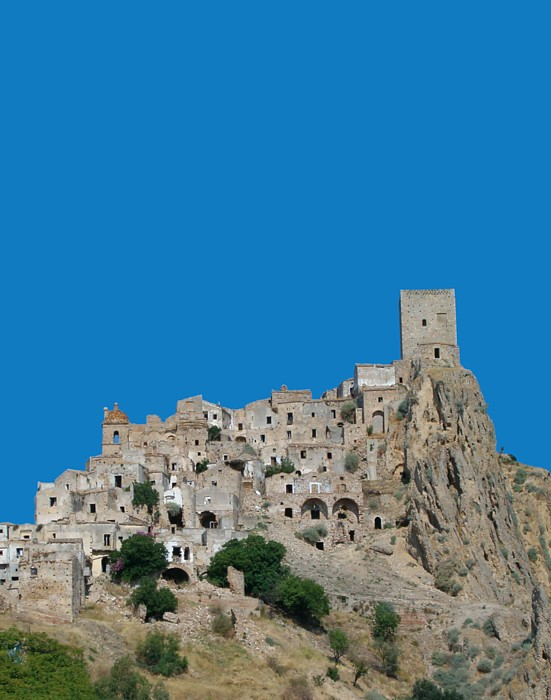
Craco